# Чинконколе Кафуті
Чинконколе Кафуті (д/н — 1872) — 8-й мвата-казембе (володар) держави Казембе в 1870—1872 роках.

## Життєпис
Старший син мвати Каньємбо Келека Маї. Про молоді роки обмаль відомостей. 1870 року після загибелі у війні з Тіппу Тіпом і Мсірі мвати Мвонги Нсемби захопив владу, де оголосив себе новим володарем.
Втім стикнувся з наміром Тіппу Тіпа посадити на трон залежного правителя. Його вибір впав на брата Чинконколе Кафуті — Луквезу Мпангу. Тіппу Тіп відправив свого стриєчного брата Мухаммада ібн Масуда аль-Варді (відомого як Кумбакумба) з військом проти Чинконколе Кафуті. Останній намагався домовитися про мир з Мсірі, але марно.
Наступ загонів Мухаммада ібн Масуда й Мсірі призвів до зради низки військовиків мвати. Зрештою у битві на річці Мунунші він зазнав поразки й загинув. Трон перейшов до Луквези Мпанги.